# Казальпустерленго
Казальпустерленго (итал. Casalpusterlengo) — город в Италии, располагается в регионе Ломбардия, подчиняется административному центру Лоди.
Население составляет 14 626 человек (на 2004 г.), плотность населения составляет 556 чел./км². Занимает площадь 25 км². Почтовый индекс — 26841 26829. Телефонный код — 0377.
Покровителем города почитается святой апостол Варфоломей, празднование 24 августа.